# Julian Barrow
Pour les articles homonymes, voir Barrow.
Julian Barrow est un artiste peintre figuratif (paysages, vues d'intérieurs et portraits) britannique né à Kirklinton (en) dans le comté de Cumberland le 28 août 1939, mort à Londres le 3 septembre 2013. Initialement restaurateur de tableaux anciens à la National Gallery, il fut membre de la Chelsea Art Society qu'il présida pendant vingt-trois ans et qui, en hommage, décerne annuellement un Prix Julian-Barrow. Il était le frère de l'écrivain et journaliste Andrew Barrow (en).

## Biographie
Julian Barrow est le deuxième des cinq fils de George Erskine Barrow, avocat, et de son épouse née Margaret Mac Innes, artiste peintre ayant été formée au Edinburgh College of Art. Il est le descendant direct du peintre John Dodgson Barrow (en) (1824-1906). Le Seconde Guerre mondiale fait qu'une part de son enfance se déroule chez sa grand-mère maternelle, Madame Armine Mac Innes, dans le village de Dacre, avant une adolescence où ses parents s'installent dans le Wiltshire, région à laquelle toute une part de sa peinture de paysages le montrera durablement attaché.

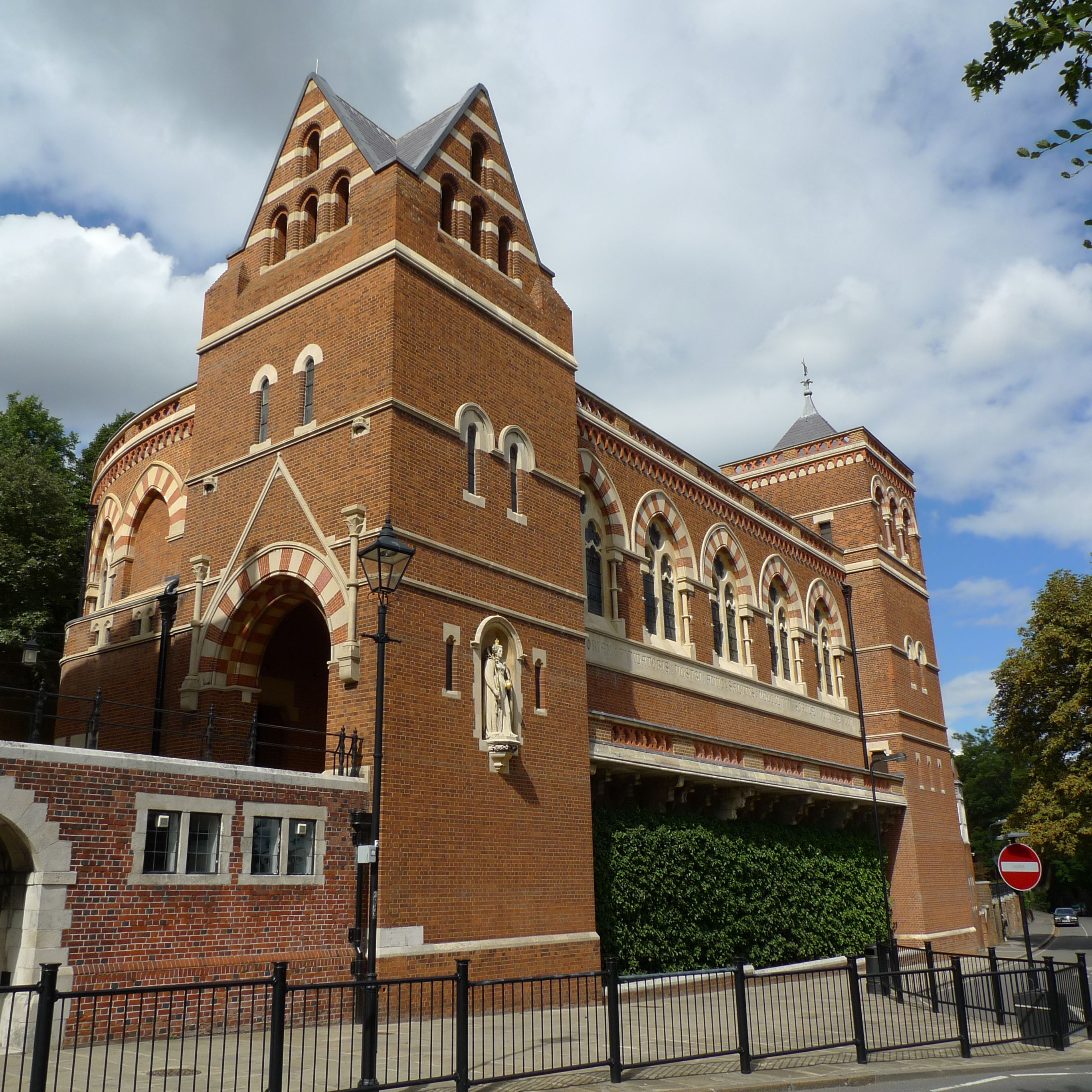
Harrow School

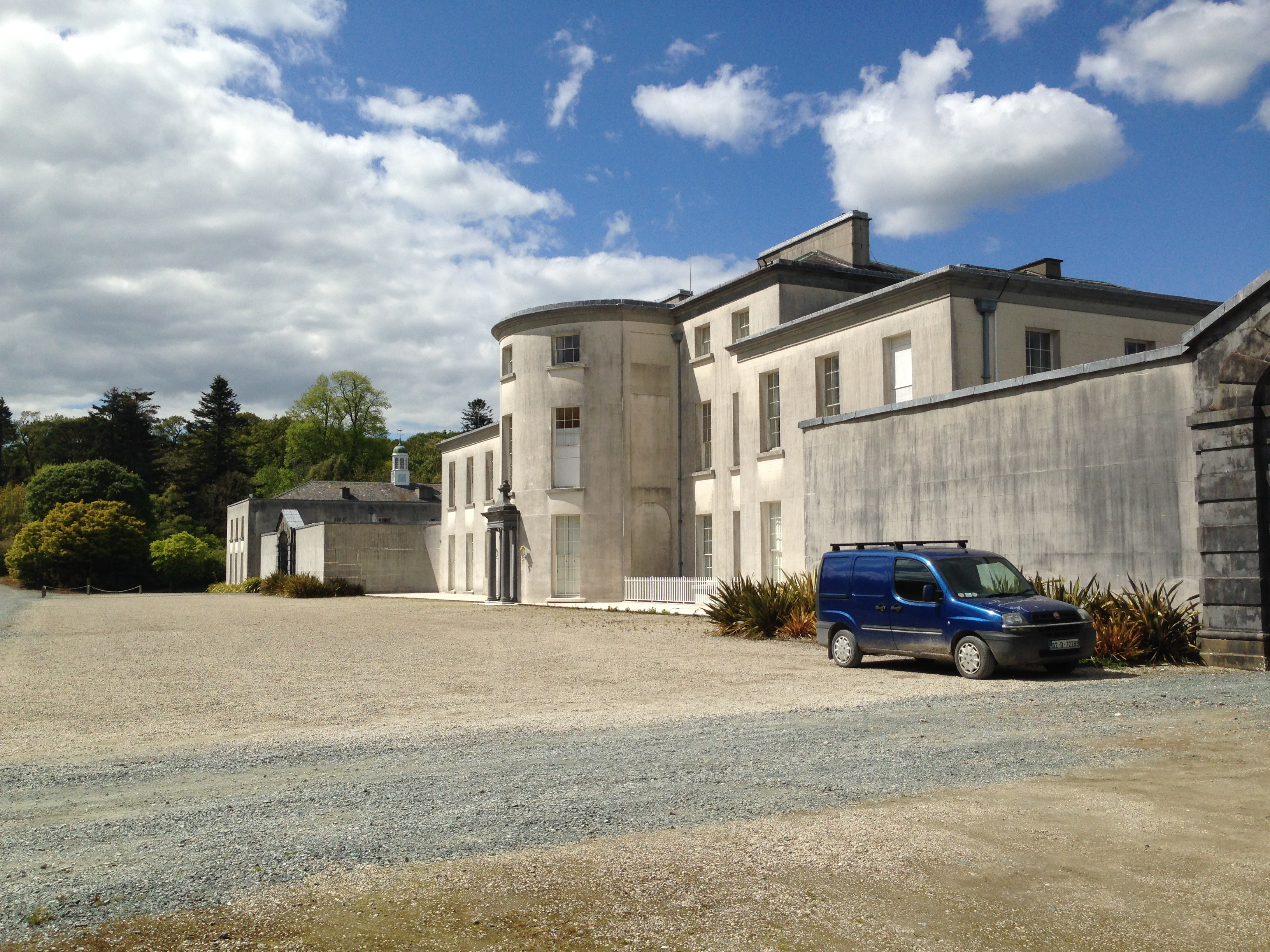
, Kilmeadan

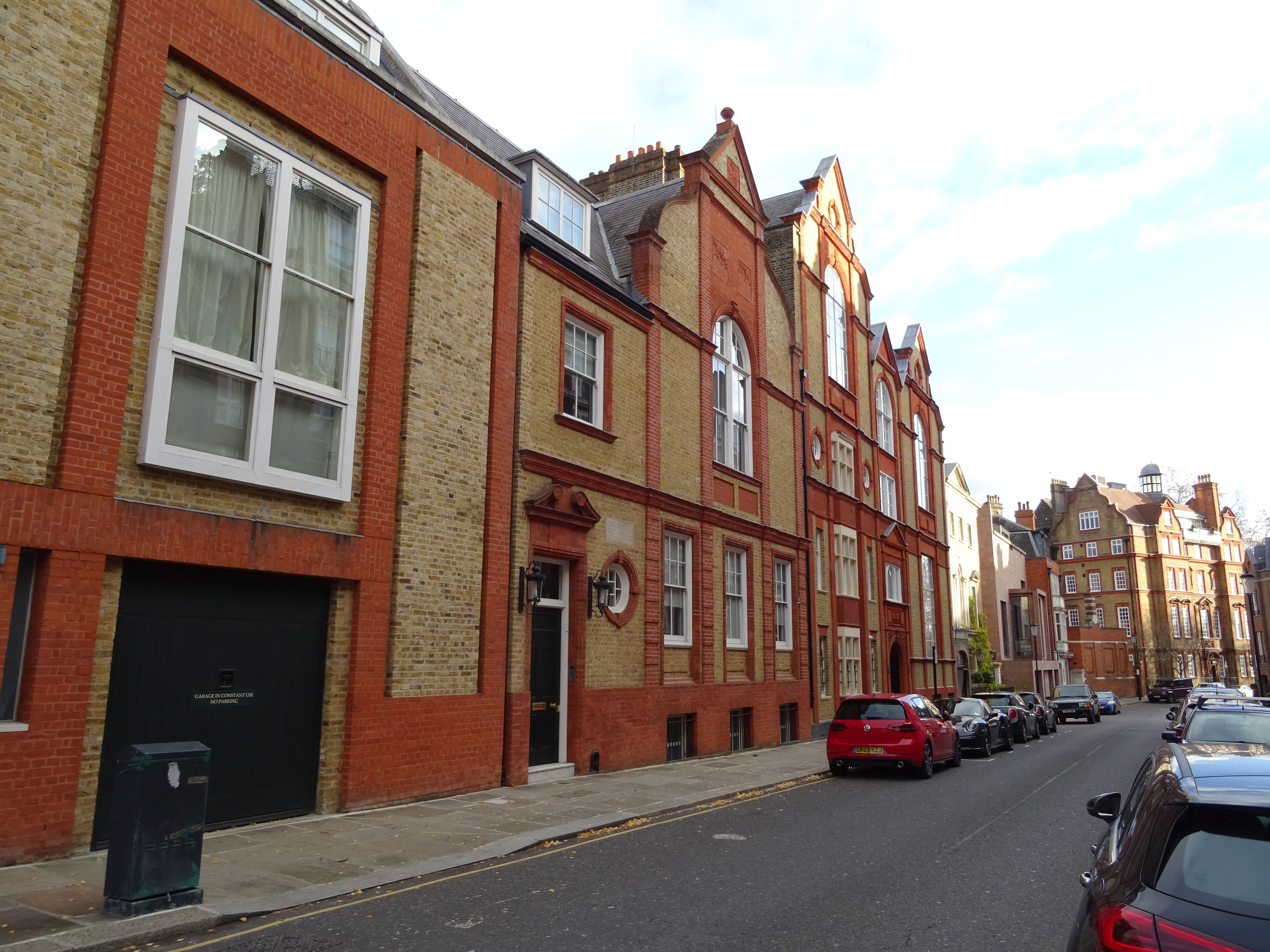
Tite Street, Londres

Après des études secondaires à la Harrow School (sa prédilection pour le dessin et la peinture fait que par trois fois il y reçoit le prix d'art Henry Yates Thompson) et un passage par le Royal West of England Art College de Bristol, Julian Barrow entre comme restaurateur de tableaux d'abord chez William Drowm & Sons, puis à la National Gallery. Il est ainsi en 1958 mandaté par celle-ci pour la restauration de l'ensemble de la collection Ambrose Congreve (en), au Mont Congreve (en) de Kilmeadan (en) dans le comté de Waterford (Irlande). En 1960, il se rend à Florence afin d'approfondir sa formation auprès du peintre réaliste Pietro Annigoni et partage ainsi son temps pendant cinq ans entre cette ville et Londres. En 1965 il visite le Liban, la Syrie, la Jordanie et la ville de Jérusalem, avant que sa première exposition personnelle à New York en 1966 ne lui occasionne le premier de nombreux séjours aux États-Unis, jalonnés de rencontres allant de Malcolm Forbes à Andy Warhol.
Le 28 septembre 1971, Julian Barrow épouse Serena Harington, fille du Major John Temple Harington et résidant alors à South Kensington. À Londres, le couple s'installe au n°33, Tite Street, immeuble où résidèrent les peintres John Singer Sargent, James Abbott McNeill Whistler, l'écossais Robert Brough, Glyn Philpot et Augustus John. Deux filles naîtront, Cecilia en 1974 et Eugenie en 1977.
Les premières années de la décennie 1970 sont celles où Julian Barrow peint les châteaux et les cottages d'Écosse. En 1979, l'artiste se rend en Inde en faisant une grande halte au Moyen-Orient, notamment à Dubaï où Alison Collins, fondatrice de la Majlis Gallery, l'accueille pour une exposition particulière,. Vont suivre, après 1980, plusieurs voyages au Sultanat d'Oman (on sait par son exposition de 2010 à la Fine Art Society, avec ses représentations de Sanaa, la ville au monde qui l'aura le plus impressionné, qu'il ira jusqu'au Yemen), en Italie (Venise, Pise), en France (Paris, Étretat), à travers les États-Unis. En 2010, une suite de toiles indique un séjour à Cuba.
Le 14 janvier 2013, Julian Barrow prononce à la Chelsea Art Society une conférence sur Tite Street où, « avec son charme habituel, il enchante l'auditoire tant par les évocations historiques que par les réminiscences plus personnelles ». Il meurt le 3 septembre suivant. Ses funérailles ont lieu le lundi 23 septembre à l'église Saint-Luc de Chelsea.

## Œuvres

### Portraits
- Portrait du Sergent Bill Speakman (en).
- Le Duc et la Duchesse Élie Decazes au Palazzo Contarini Polignac de Venise.
- Le journaliste Auberon Waugh dans son bureau de Combe Florey.
- Madame Vincent Astor, née Brooke Russell Marshall, dite « Pookie », dans son salon à Manhattan.
- L'écrivain et historien de l'architecture James Lees-Milne dans son jardin à Badminton (Angleterre).
- Alexander Chinnery-Haldane (en), Laird of Gleneagles.

### Paysages
- Manoir du Baron Colin Tennant, Peeblesshire.
- Château de Fyvie, Aberdeenshire.
- Château Howard, Yorkshire.
- Badminton House, résidence du Duc de Beaufort, Gloucestershire.
- Summer Fields School (en), Oxford.
- Ormeley Lodge (en), West Ham (Londres).
- Les ponts de la Tamise à Londres.
- Façades de magasins : les chapeliers Mayfair, Lock & Co, les négociants en vins Berry Bros. & Rudd, Londres.

## Expositions

### Expositions personnelles
- Évêché anglican de Jérusalem, 1965[6].
- Julian Barrow : upper painter, Bodley Gallery (en), Madison Avenue, New York, novembre 1968[12].
- Majlis Gallery, Al Fahidi Street, Dubaï, 1979[10].
- Palm Beach Galleries, Palm Beach (Floride), février 1973.
- Julian Barrow - An Englishman's view of New York, Coe Kerr Gallery (en), New York, avril-mai 1983[13].
- Julian Barrox - Vues des villes de New York, Londres et Venise, Coe Kerr Gallery, New York, décembre 1987[14].
- Julian Barrox - Peintures récentes, Leger Galleries, Londres, novembre-décembre 1992.
- Le Londres de Julian Barrow : de Tite Street au Dôme, Fine Art Society, Londres, novembre-décembre 1999.
- Julian Barrow - Trois villes : Londres, New York et Paris, W.M. Brady & Co, New York, novembre 2001[15].
- Julian Barrow, de Bond Street au Bengale, Fine Art Society, Londres, 2002.
- Peintures récentes de Julian Barrow, Fine Art Society, Londres, 2005.
- W.M. Brady & Co, New York, 2007, 2010 (Drawn from light : recent paintings by Julian Barrow)[16], mai 2013[17].
- Julian Barrow - Beautiful habitations, auras of delight, Indar Parischa Fine Arts, Londres, mai-juin 2009[18].
- Travelling light, Fine Art Society, Londres, novembre-décembre 2010[6].
- Palace-roof of cloudless nights ! Paradise og golden lights ! Oil paintings by Julian Barrow, Indar Parischa Fine Arts, Londres, mai-juin 2012.
- Galerie Browse & Darby, Londres, avril 2016[5].

### Expositions collectives
- Participations annuelles à Londres à la Royal Academy Summer Exhibition et à la Chelsea Art Society Exhibition.
- Dining in, dining out - 300 years of eating, drinking, being merry, Musée de la Société historique du New Jersey (en), Newark (New Jersey), 1999[19].
- Art du Yemen, Kufa Gallery, Londres, novembre 2000.
- Small paintings group, Chappel Galleries, Chappel, (Essex), novembre-décembre 2008[20].
- Autumn exhibition, Geedon Gallery, Colchester, Essex, octobre 2010.
- Inquiring eyes - Greensboro Collects Art, Weatherspoon Art Museum, Greensboro, octobre-décembre 2010[21].
- The old hill framed in memory (Harrow School de 1750 à nos jours), John Mitchell Fine Paintings, Londres, novembre-décembre 2014[22].

## Conservation

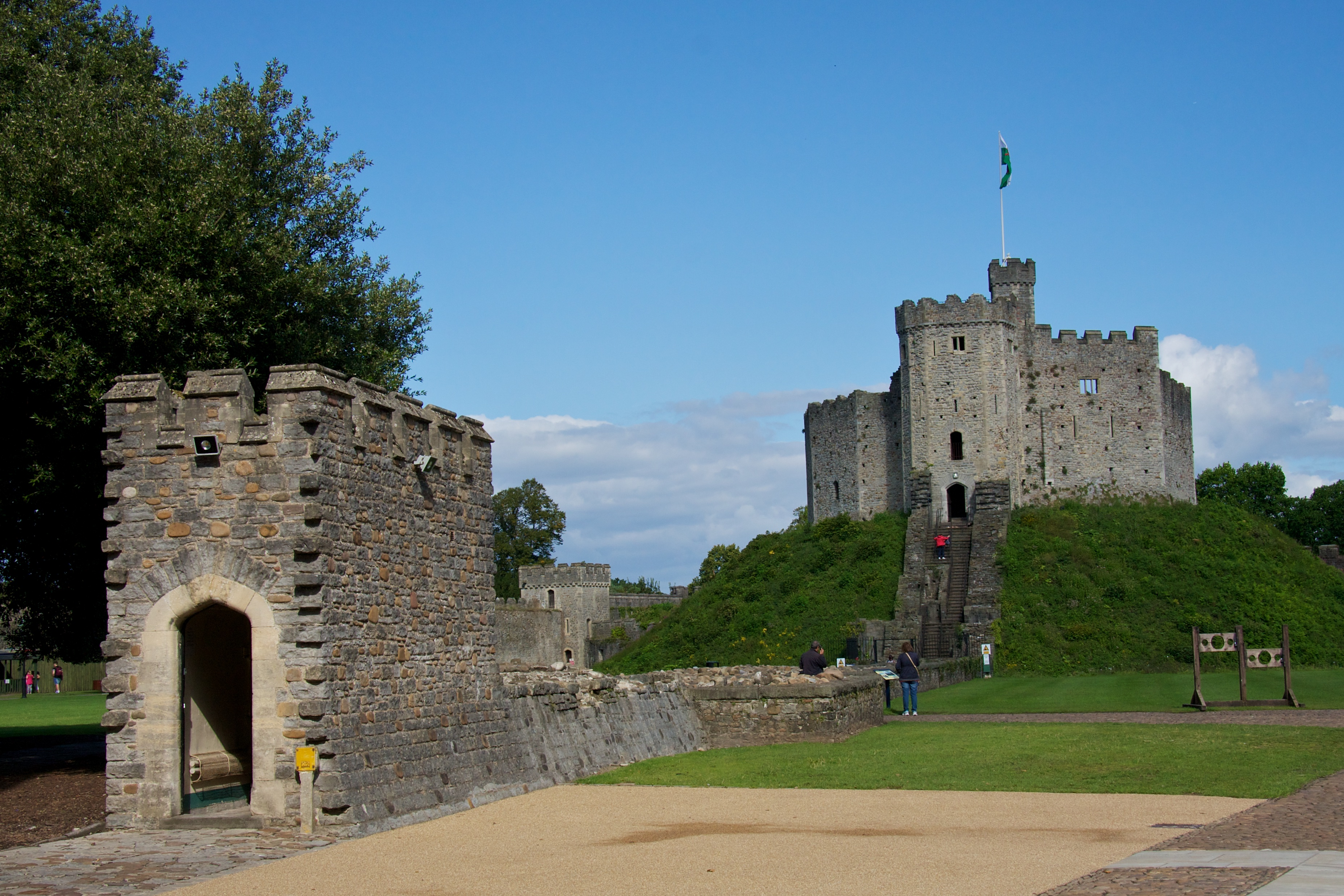
Château de Cardiff

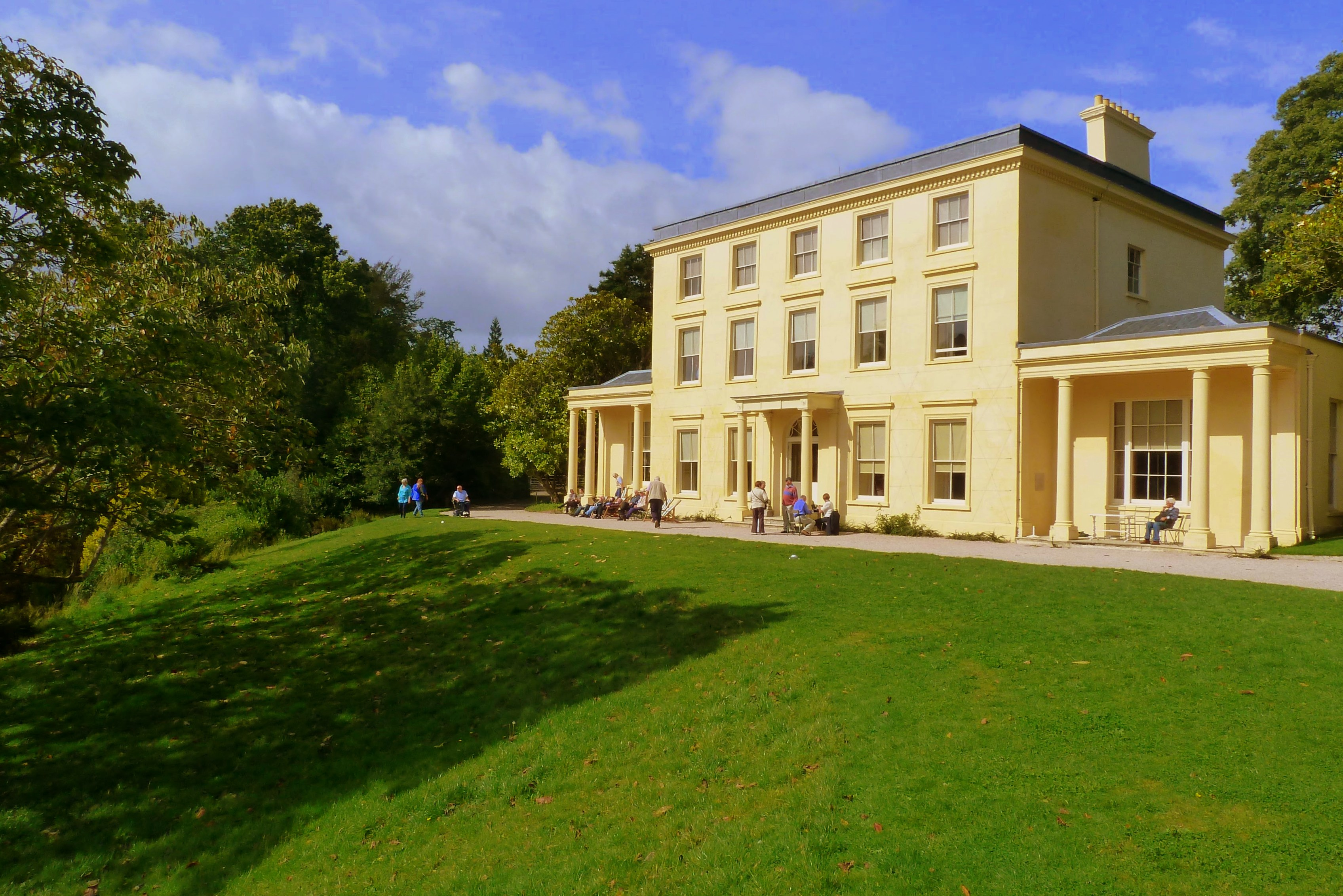
Greenway Estate

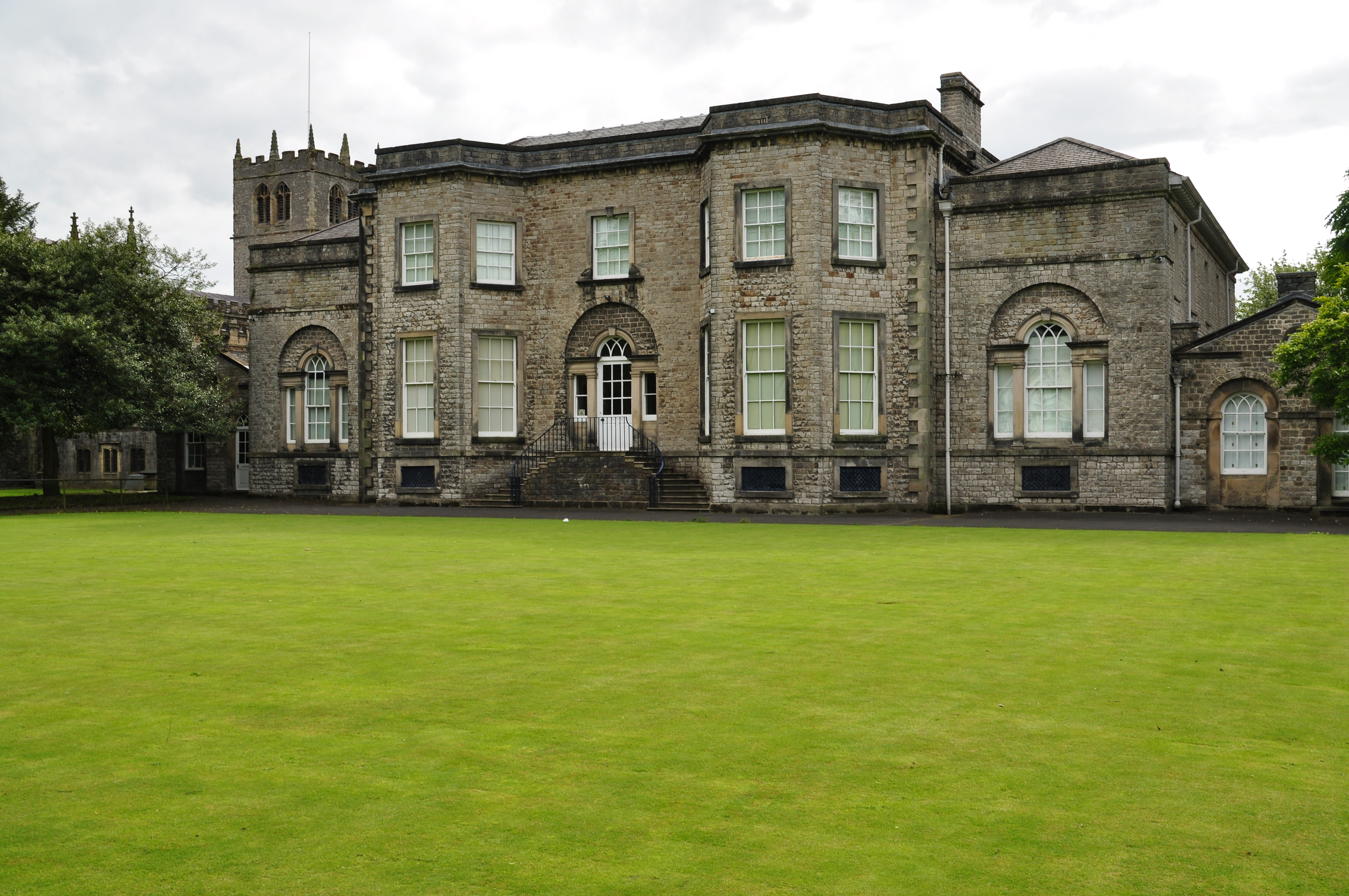
Abbot Hall Art Gallery, Kendal

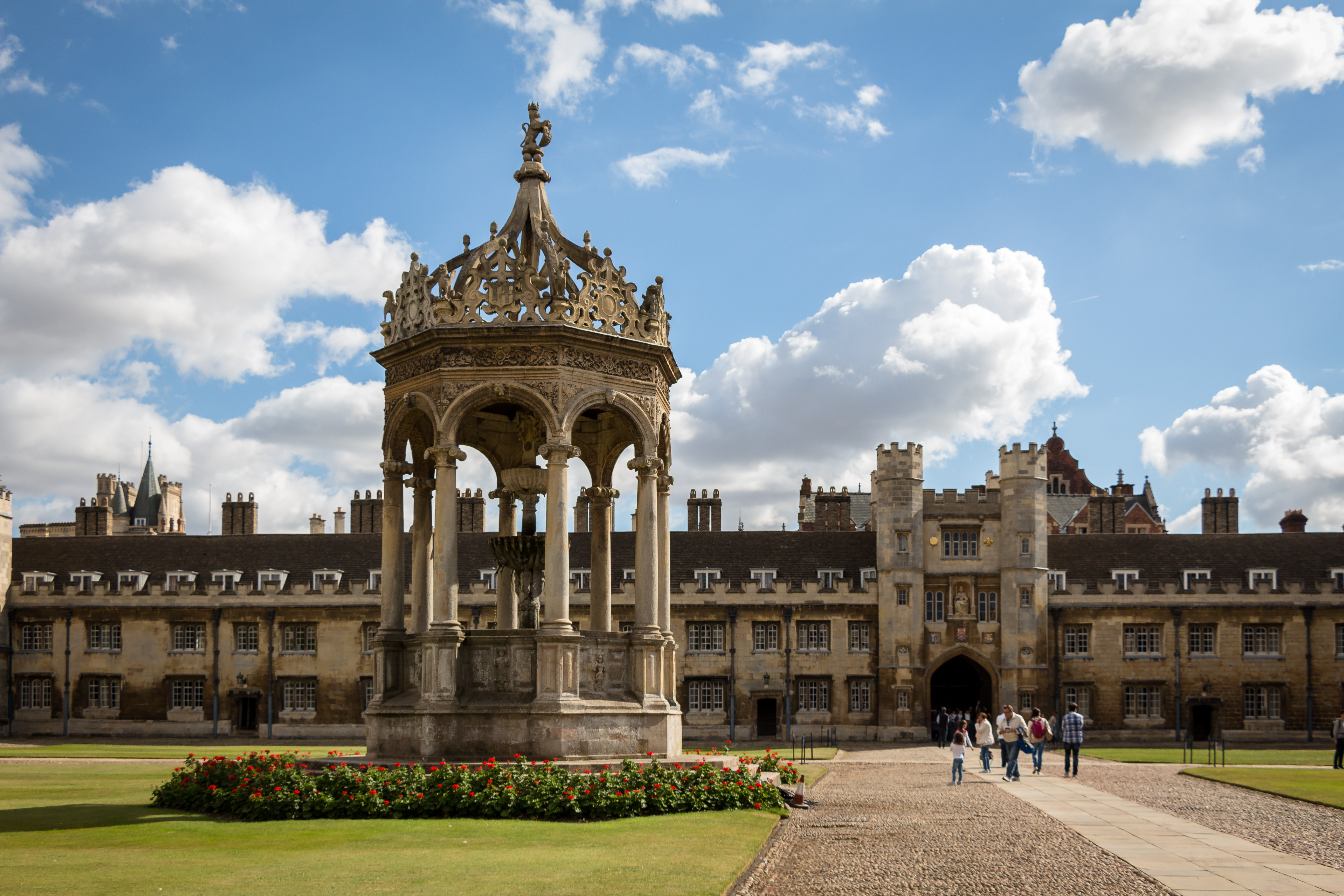
Trinity College, Université de Cambridge

Palais de Westminster, Londres

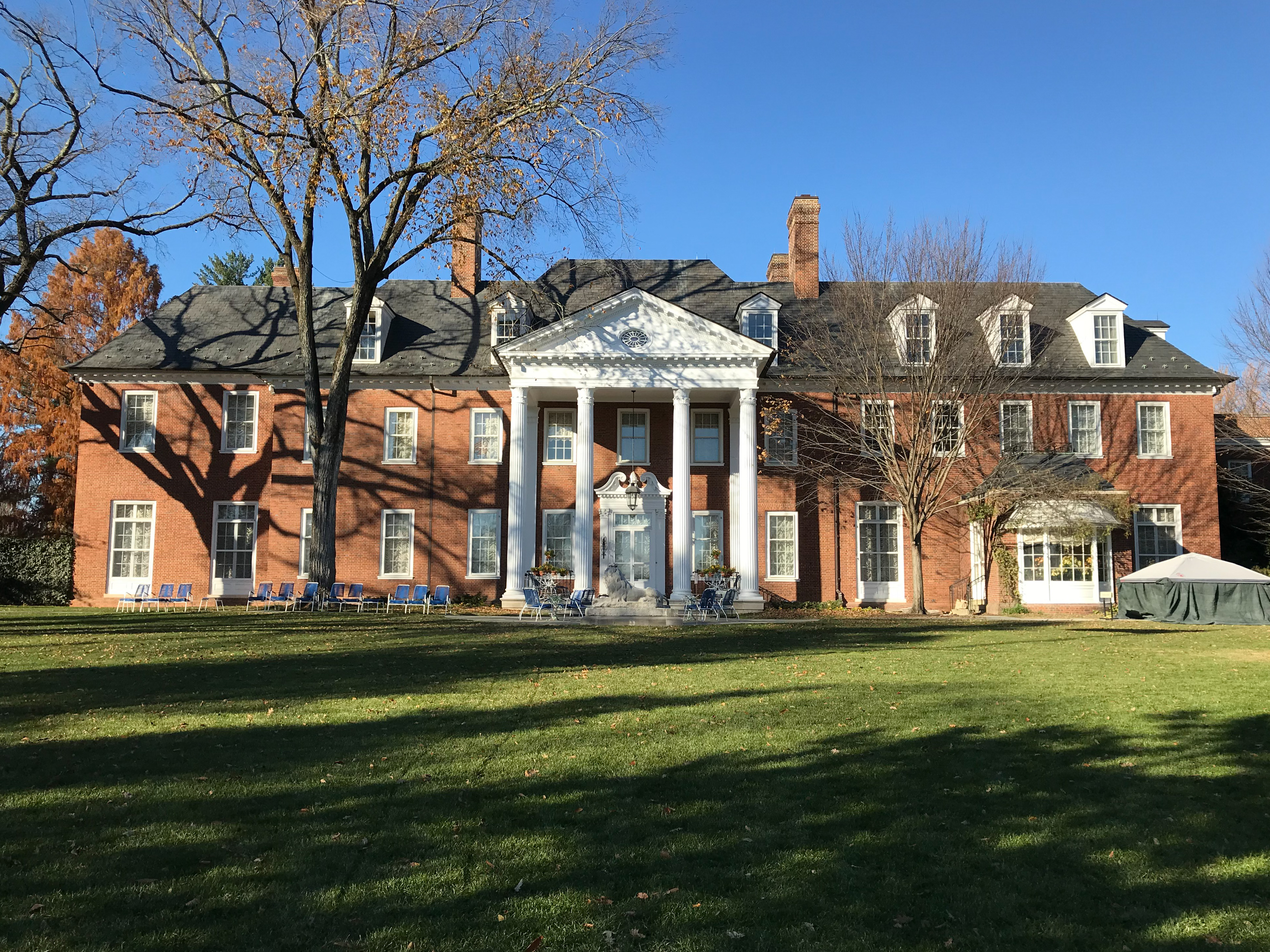
Hillwood Museum, Washington

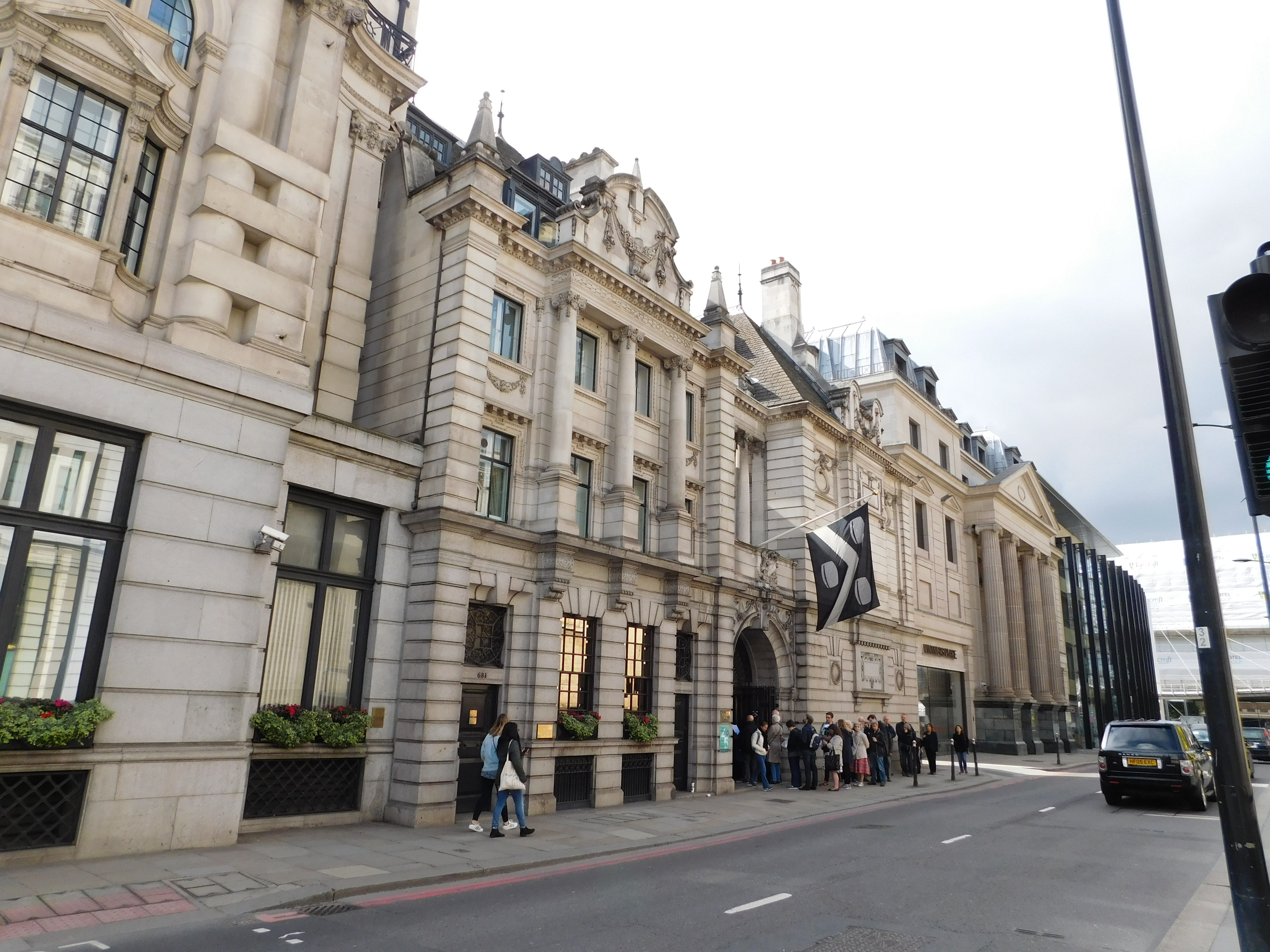
Worshipful Company of Vintners, Londres

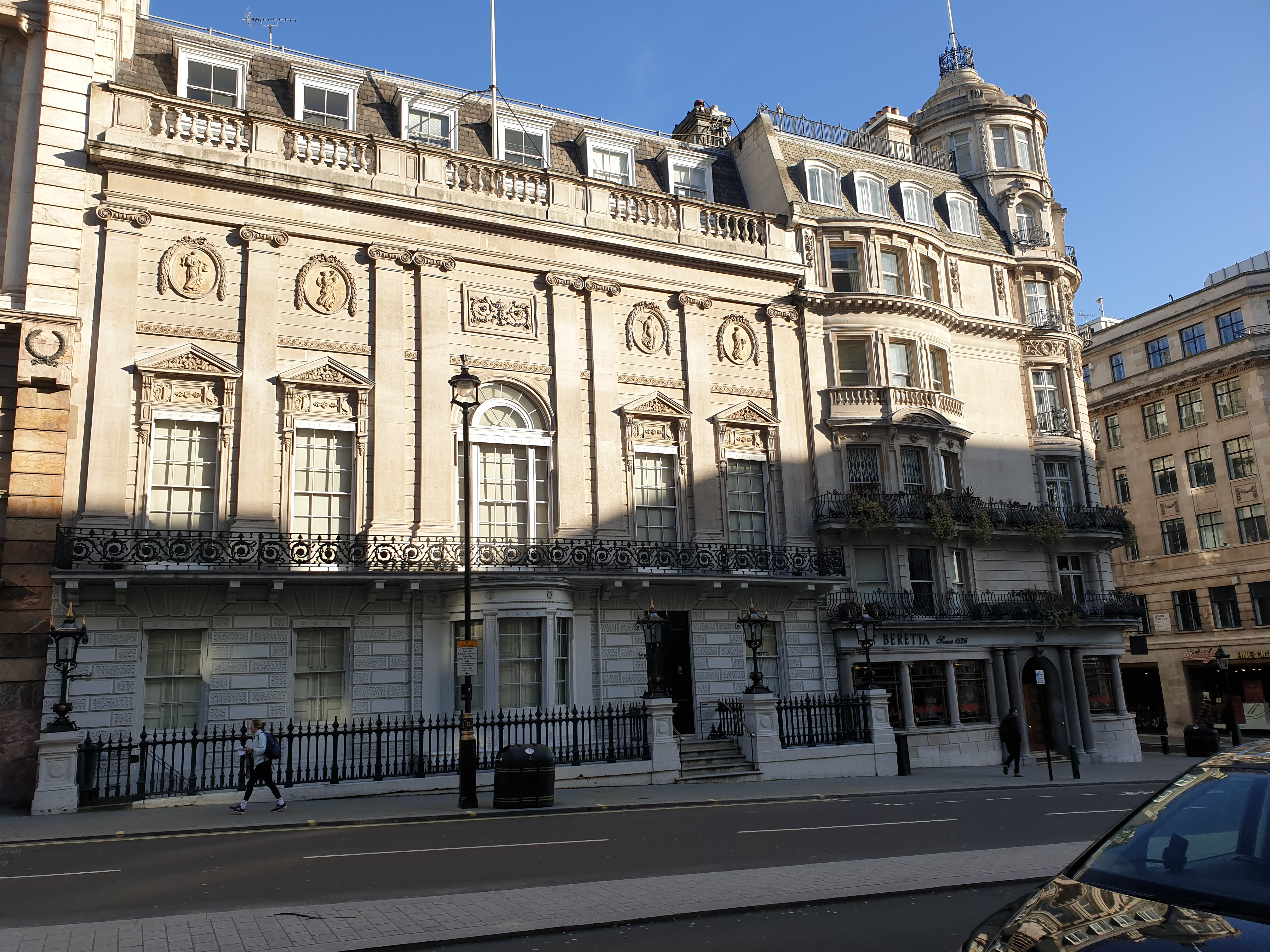
White's Club, Londres

### Collections publiques

#### Royaume-Uni
- Queen's Dragoon Guards Heritage Trust (en), Museum of the Welsh Soldier (en), château de Cardiff, L.M.la Reine Elizabeth II et la Reine Mère passant en revue le régiment à Catterick, huile sur toile[23].
- Wiltshire Museum (en), Devizes, Cours de ferme à Southwick, huile sur toile[23].
- Greenway Estate, comté de Devon, La rivière Dart à Greenway, huile sur toile[23].
- Abbot Hall Art Gallery, Kendal (Angleterre), Le lac Ullswater dans le comté de Cumberland, huile sur toile, 1978[23].
- King's Own Royal Regiment Museum (en), Lancaster (Lancashire), Présentation par la Princesse Alexandra des nouvelles couleurs des 1er et 4e bataillons, huile sur toile, 1980[24].
- Trinity College, Université de Cambridge, Portrait de Catherine Parr d'après William Scrots, huile sur toile[23].
- Palais de Westminster (Parlement du Royaume-Uni), Londres, Élisabeth II recevant l'adresse de son Jubilé à Westminster, huile sur toile, 1977 ; Vue de Westminster depuis Old Palace Yard, huile sur toile, 1990 ; Sa Majesté la Reine s'adressant aux deux maisons du Parlement à l'occasion de son Jubilé d'or, huile sur toile, 2002 ; Vue de la Porticulis House depuis Westminster Bridge, huile sur toile, 2009, Portrait d'Eleanor Rathbone d'après Herbert James Gunn (en), huile sur toile[23] ; Parliament Street, huile sur toile[25].
- Royal Free Hospital, Londres, Les médecins du Royal Free Hospital, huile sur toile[23].
- Royal Hospital Chelsea, Londres, Vue du grand hall du Royal Hospital Chelsea et Founder's Day (8 juin 2006), huiles sur toiles[23].

#### États-Unis
- Weatherspoon Art Museum (en), Greensboro.
- San Francisco De Young Museum, San Francisco, Portrait de Whitney Warren dans son living-room, huile sur toile 46x61cm, 1971[26].
- Hillwood Museum, Washington, Hillwood, Madame Post dans le jardin, huile sur toile, 1967[27].

### Collections privées

#### Royaume - Uni
- Worshipful Company of Vintners (en), Londres, The Court in 2000, huile sur toile (salon Gassiot)[28].
- Garrick Club, Londres[5].
- White's Club (en), Londres[5].
- Beefsteak Club, Londres[5].

#### Irlande
- Ambrose Congreve, Mont Congreve, comté de Waterford[6].

#### États-Unis
- Mary Sayles Barker Braga (Madame Bernardo Rianda Braga), Alpine (New Jersey)[29].
- Malcolm Forbes, New Jersey, La famille de Malcolm Forbes lors du déjeuner du jour de Pâques 1983, huile sur toile, 1983[30],[31].
- Alexa Hampton (en), New York[32].

## Réception critique
- « Julian Barrow burrows are the homes of the rich. He paints them there, as small figures lost in a welter of F.F.F. (fine French Furniture), Aubusson carpets and Coal Brooks Dale cache-pots. Barrow is English and his style, classic English, is exactly molded to his task. He spends most of the year hopping from Bar Harbor to Newport, Palm Beach and Bucks County, immortalizing the last gasps of the Upper Uppers. » - Julie Baumgold[12]
- « When Barrow paints, he is deft and swift and works with amazing precision. His pictures are a joy to contemplate and a delight to own. His peculiar genius is for catching the Englishness of a building, its social and architectural essence. » - Auberon Waugh[16]
- « Although Barrow has worked in some of the grandest houses in both the Old and New Worlds, the is no clement of snoberry in his painterly reactions to his subjects and their surroundings. He records for posterity not only the exclusive private spaces but also the humble shop front or obscure little temple in some far flung corner of the globe. » - Mary Killen[33]
- « Julian Barrow's pictures convince us that, whatever terrible things happen in the world, there is beauty aplenty for the asking - and for the taking. » - John Julius Norwich[34]